# Église Saint-Jean-Baptiste du Catelet
L'église Saint-Jean-Baptiste est une église située à Le Catelet, en France.

## Localisation
L'église est située sur la commune de Le Catelet, dans le département de l'Aisne.

## Galerie d'images

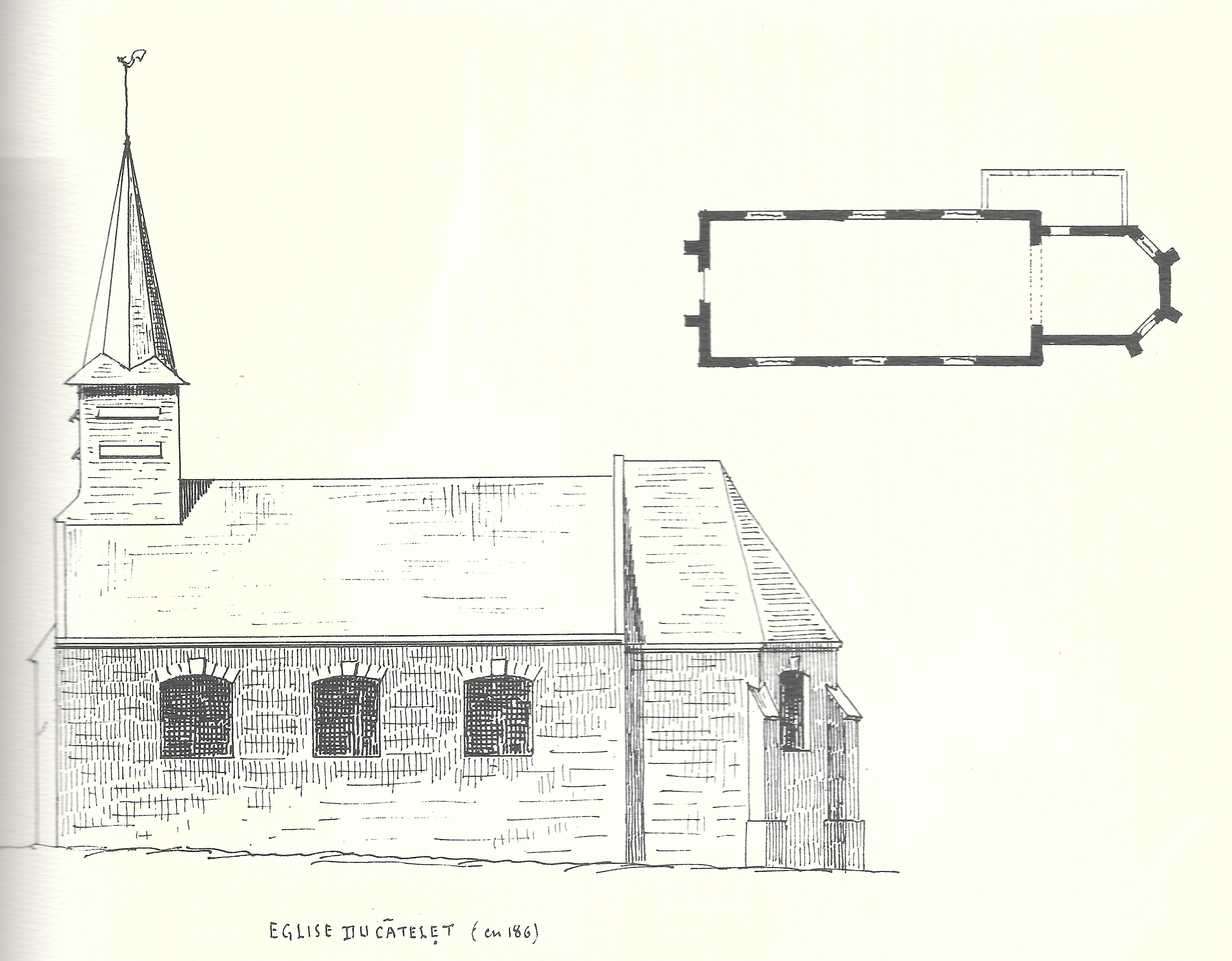
L'église en 1869. (dessin de Joachim Malézieux.)
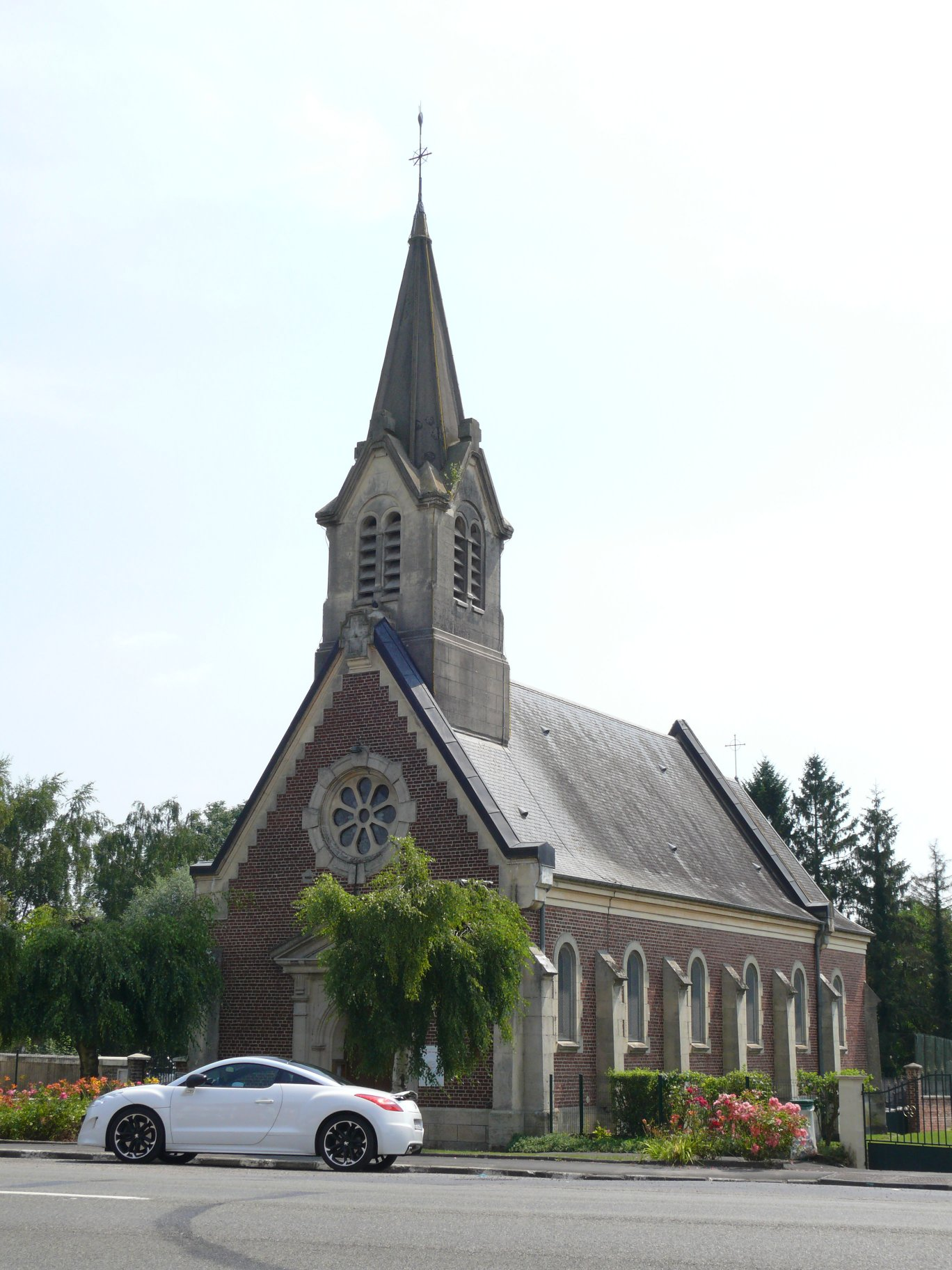
Autre vue
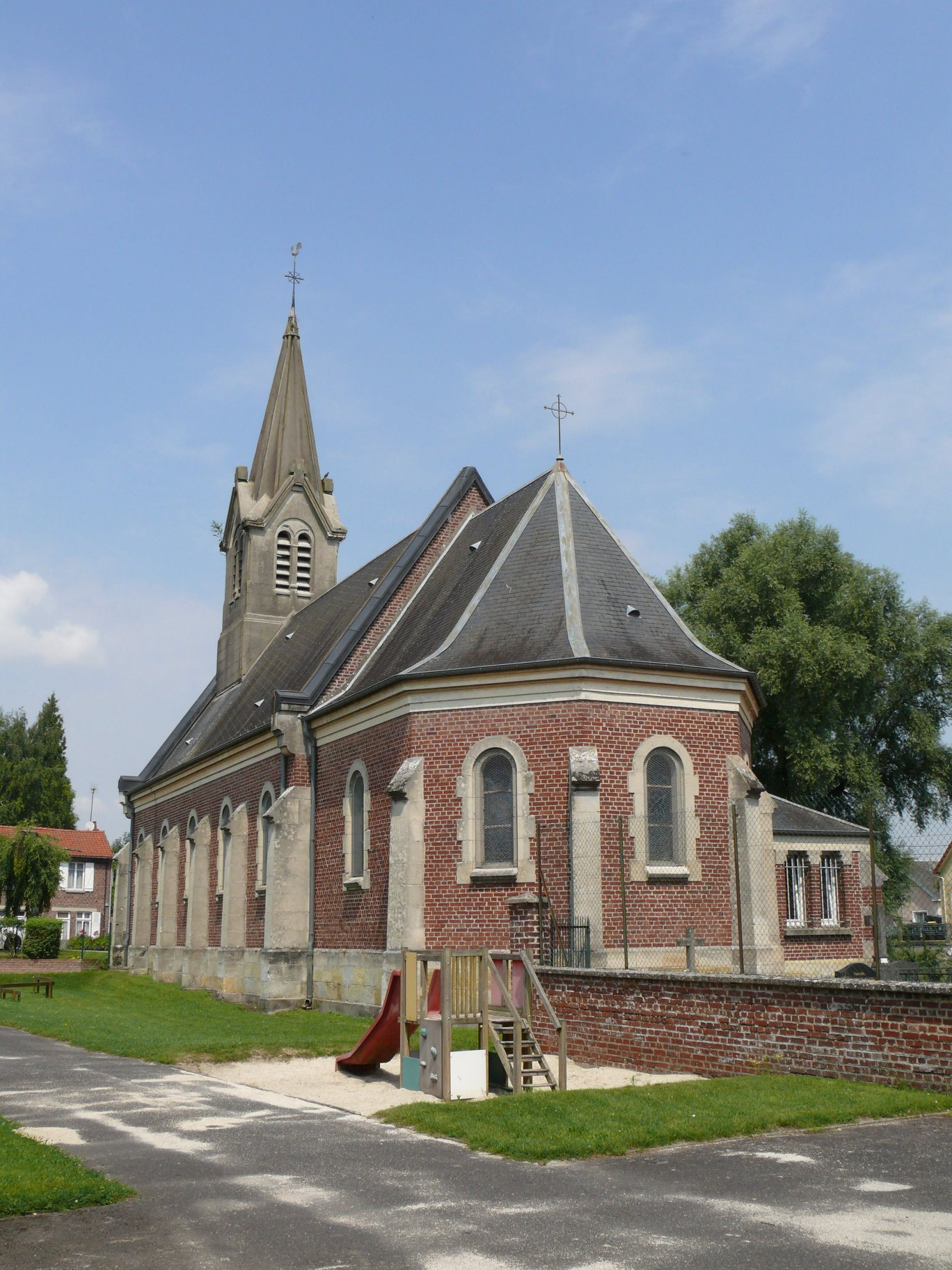
Autre vue